# 中条温泉 トマトの国
中条温泉 トマトの国（なかじょうおんせん トマトのくに）は、長野県下水内郡栄村にある温泉宿。栄村秋山郷観光協会会員。

## 施設
栄村北部、北信（ほくしん）を流れる中条川沿いに位置する。1986年（昭和61年）10月に温泉を掘り当て、1990年（平成2年）7月に開業した。1997年（平成9年）6月には巨大彫刻を設置している。施設名にある「トマト」は原産国・ペルーで「太陽の子供」という意味を持ち合わせており、子供たちの成長、未来への願いといった思いを込めて命名されたものである。
客室数は和室8室（8畳間7室、6畳間1室）、洋室（ツイン）20室で、合計28室。73人を収容する。食事は郷土料理、山菜料理などを提供。温泉は日帰り入浴可。大浴場からは三国山脈・苗場山を望むことができる。露天風呂はない。

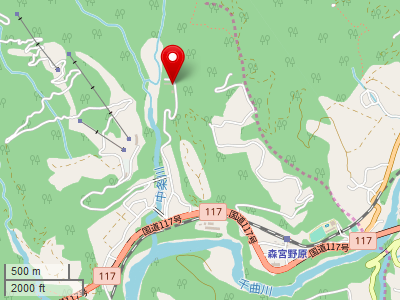
中条温泉 トマトの国の地図（オープンストリートマップ）
左はさかえ倶楽部スキー場で、トマトの国から自動車で5分間の至近にある。右は新潟県中魚沼郡津南町。

## 温泉
中条温泉の泉質は下記の通り。
- 泉質：単純温泉[4]（弱アルカリ性低張性[5]）
- 泉温：摂氏37度[5]
- 効能：慢性関節リュウマチ、痛風、肩こり、腰痛、高血圧、痔疾、婦人病など（引用）[5]

## 地震による被害

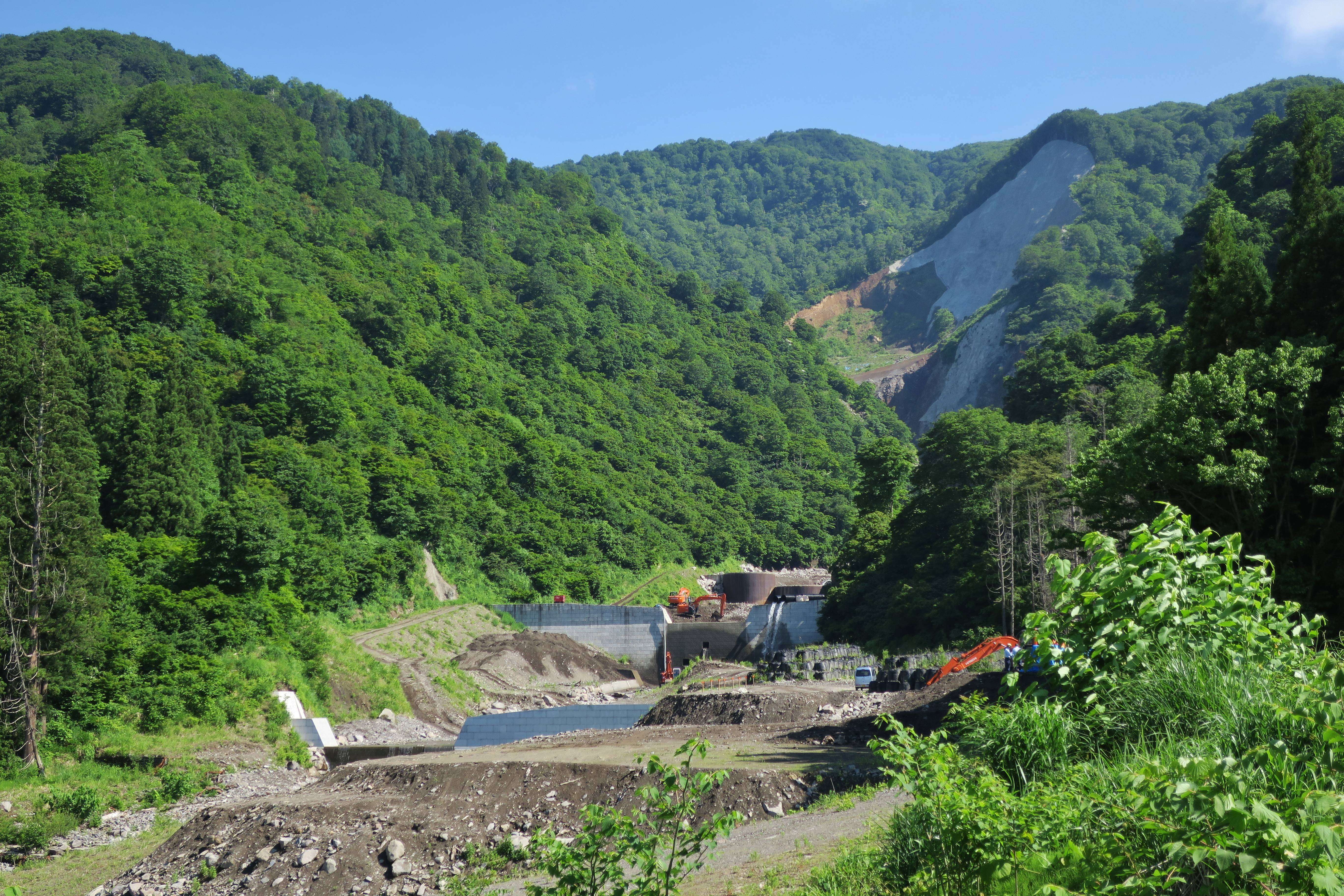
中条川崩落地形（長野県北部地震）。苗場山麓ジオパークのジオサイトに登録されている。

トマトの国や、さかえ倶楽部スキー場が立地する中条川沿いの斜面は、かつて生じた大規模な地すべりによって形成されたものである。中条川では江戸時代、弘化4年（1847年）の善光寺地震や、2011年（平成23年）3月12日の長野県北部地震の際に土砂災害の発生が記録されている。特に2011年の長野県北部地震の際は雪が混じった土石流（雪泥流）がトマトの国のすぐ直前にまで迫った。2018年（平成30年）5月25日、栄村で震度5強を観測した地震ではトマトの国の建物を支える柱に多くの亀裂が入り、7年前の長野県北部地震を想起させる被害がもたらされた。

## 交通アクセス
公共交通機関
JR飯山線・森宮野原駅からタクシーで5分間。
自家用自動車
上信越自動車道・豊田飯山インターチェンジから35キロメートル、自動車で40分間。45台が駐車可能な駐車場がある。